# In for the Kill (La Roux)
In for the Kill è il secondo singolo del duo inglese La Roux. Il singolo è stato pubblicato il 16 marzo 2009. DJ Skream ha realizzato due remix del singolo.

## Video musicale
Il video di In for the Kill è stato diretto da Kinga Burza come anche quello del precedente singolo Quicksand. Ispirato agli anni 80, il video mostra Elly Jackson guidare una Toyota MR2 e cantare la canzone. Inizia con Elly che guida in una strada buia di notte. All'inizio del ritornello, si mette un paio di occhiali da sole, togliendoseli poi alla fine del ritornello. Durante la sezione instrumentale, Elly muove le mani fuori dal finestrino dell'auto ed è possibile vedere per un attimo la strada e la luna piena. Elly continua a guidare finché non si ritrova davanti a un'altra versione di se stessa in mezzo alla strada. Il video termina con Elly che continua a guidare mentre i suoi occhi brillando di bianco.

## Tracce
1. In for the Kill (Album version)
2. In for the Kill (Skream Let's Get Reavy Remix)

## Classifiche
| Classifica (2009)             | Posizione raggiunta |
| ----------------------------- | ------------------- |
| Australian ARIA Singles Chart | 36                  |
| Eurochart Hot 100 Singles     | 9                   |
| Irish Singles Chart           | 13                  |
| Official Singles Chart        | 2                   |